# 호리키리역
호리키리역(일본어: 堀切駅, ほりきりえき)은 일본 도쿄도 아다치구에 있는 도부 철도 이세사키선 역이다. 역 번호는 TS 07이다. 아다치구의 최남단 역이다.

## 역사
- 1902년 4월 1일: 영업 개시
- 1905년 7월 15일: 영업 정지
- 1908년 4월 4일: 역 폐지
- 1924년 10월 1일: 아라카와 방수로의 굴착으로 인한 이세사키 선 노선 변경(1923년 7월 1일)에 따라, 신 선로상의 위치에 이전 재개
- 2012년
  - 3월 17일: TS 07의 역 번호 도입
  - 9월 27일: 발차 멜로디를 도입

## 역 구조
상대식 승강장 2면 2선의 지상역이다. 10량 편성분의 유효 길이를 가진 승강장은 곡선 상에 근접할 때 차내 방송에서는 "열차와 사이가 넓은 곳이 있다"라는 주의가 이루어진다.
역 구내는 굽어 있어 통과 열차는 75km/h의 속도 제한을 받는다.
상하행선에서 개찰은 별도로 되어 있고, 각 승강장 사이의 이동은 개찰구 외부의 과선교를 경유해야 한다. 이 과선교 부분에는 에스컬레이터, 엘리베이터가 설치되지 않았다.
역의 바로 남쪽에 구 아야세 강의 스미다 수문이 있다.

### 승강장
| 번호 | 노선                 | 방향 | 행선                                                                                 |
| ---- | -------------------- | ---- | ------------------------------------------------------------------------------------ |
| 1    | 도부 스카이트리 라인 | 하행 | 기타센주・신코시가야・도부 도부쓰코엔・ 이세사키선 구키・ 닛코선 미나미쿠리하시 방면 |
| 2    | 도부 스카이트리 라인 | 상행 | 히키후네・도쿄 스카이트리・아사쿠사 방면                                             |

## 역 주변
"호리키리"는 아라카와 방수로와 아야세강을 낀 대안의 가쓰시카구 측의 지명이다. 과거에는 맞닿아 있었지만, 아라카와 방수로 굴착으로 인하여 분단되었다. 가쓰시카구 호리키리에 있는 게이세이 본선의 호리키리쇼부엔역은 도보로 20분 정도 떨어져 있다. 또한, 호리키리라는 역명은 아라카와강 개착 전의 흔적이다.
텔레비전 드라마 "3학년 B반 긴파치선생"(TBS) 등의 사쿠라 중학 시리즈와 "부자 게임"(TBS), "아빠라고 부르지마"(닛폰 TV), 영화 "동경 이야기"와 "그것은 뭔가"의 촬영지이기도 하다.
- 아라카와 방수로
- 스미다강
- 야나기하라 병원
- 아다치 공제 병원
- 수도 고속 6호 무코지마선
- 호리키리 분기점
- 가네보 본점
- 도쿄 미래대학

## 인접역
| 도부 철도 이세사키 선(도부 스카이트리 라인) | 도부 철도 이세사키 선(도부 스카이트리 라인) | 도부 철도 이세사키 선(도부 스카이트리 라인) |
| ------------------------------------------- | ------------------------------------------- | ------------------------------------------- |
| TS 06 가네가후치 아사쿠사 방면              | ■ 구간급행 ■ 구간준급 ■ 보통                | 우시다 TS 08 도부 도부쓰코엔 방면           |